# Aderus ankavandranus
Aderus ankavandranus é uma espécie de inseto besouro da família Aderidae. Foi descrita cientificamente por Maurice Pic em 1951.

## Distribuição geográfica
Habita em Madagascar.